# Lipotriches victoriae
Lipotriches victoriae är en biart som först beskrevs av Cockerell 1910.  Lipotriches victoriae ingår i släktet Lipotriches och familjen vägbin. Inga underarter finns listade i Catalogue of Life.

## Bildgalleri

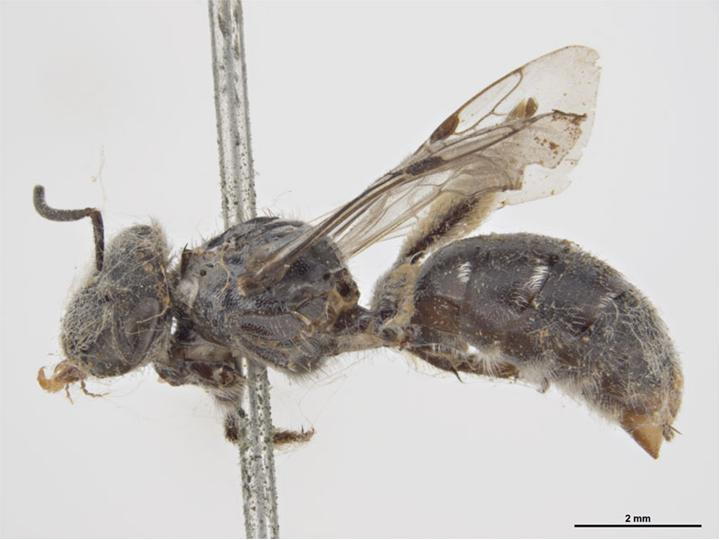